# فريدريك جونسون (سياسي)
فريدريك جونسون هو قاضي وسياسي كندي، ولد في 13 فبراير 1917 في المملكة المتحدة، وتوفي في 20 يونيو 1993 في كندا. نشط في الحزب الليبرالي الكندي. وانتخب الحاكم العام لمقاطعة ساسكاتشوان ‏ (1984 – 1989).